# 그누보드
그누보드(영어: Gnuboard)는 2003년 홍석명이 처음 개발하였으며 "에스아이알소프트"라는 회사를 설립하여 지속적으로 업데이트 하면서 배포하고 있는 대한민국의 홈페이지용 전자 게시판, 소프트웨어이자 콘텐츠관리시스템(CMS)이다. PHP 언어로 작성되었다.
그누보드라는 이름은 GNU 라이센스로 배포하는 게시판이라는 뜻이다 당시 제로보드가 유명했는데
제로보드는 스킨하단에 만든이의 이름을 명시했어야했고 그누보드는 그렇지 않다는게 특징이다.

## 특징
- 설치 과정이 단순하다 (라이선스 동의와 서버 정보 입력, 관리자 정보 입력으로 분류됨)
- 저작권 표기를 변경하거나 제거할 수 있다.
- 빌더의 제작이 허용된다. (개작 가능 라이선스)
- 다양한 플러그인들이 있다.
- DHTML에디터인 CHEditor를 사용할 수 있다.
- 연동 스킨의 다양성이 뛰어나다.
- 포인트/답글/RSS/대댓글/인기검색어/최근게시물/부운영자/메일인증 등의 기능들이 지원된다

- 테마, 스킨에서 보호되지 않은 경로를 통해 SQL 삽입 공격 위험이 있을 수 있으므로 스킨, 플러그인 선택에 주의해야 한다.

## 단점
- 테마와 스킨이 있지만 코어에서 html 을 고정한 부분들이 있어서 코어를 수정해야되는 부분이 있고 이로 인해 업데이트가 어려운점이 있다.
- SQL 바인딩 쿼리를 사용하지 않아 SQL 삽입 공격 취약점을 패치를 업데이트 해야한다.

- PHP 5.4 에서 삭제된 글로벌레지스터를 구현하기위해

extract($_POST[]), extract($_GET[]) 등이 있으며
이로 인해 변수 초기화가 되지않은곳에 덮어쓰는 보안 문제가 발생하기쉽다. 물론 스킨/테마 제작자가 신경써서 만든다면 취약점을 줄일 수있겠지만.
- 게시글 수정일이 따로 없고 댓글이 달리면 업데이트 되는 컬럼은 있다.

## 버전

### 그누보드 1
2003년 그누보드 1이 출시되었다.

### 그누보드 3
2003년 하반기 그누보드 3이 출시되었다.

### 그누보드 4
2005년 04월에 출시된 그누보드의 4번째 버전.
2015년 그누보드 5가 나오며 지원종료되었다.

### 그누보드 5
2015년에 출시되었다.  PHP 7 을 지원하는 첫번째 버전이다. PHP 8.3 까지 지원한다.

## 같이 보기
- 워드프레스
- XpressEngine